# Kloster Saint-Pierre-les-Nonnains de Lyon
Das Kloster Saint-Pierre-les-Nonnains de Lyon, auch bekannt unter dem Namen Abbaye des Dames de Saint-Pierre oder einfach Palais Saint-Pierre ist ein ehemaliges Klostergebäude, das ab dem 9. Jahrhundert von Benediktinerinnen bewohnt und im 17. Jahrhundert umgebaut wurde. Es wurde während der Revolution geschlossen und beherbergt heute das Musée des Beaux-Arts de Lyon.

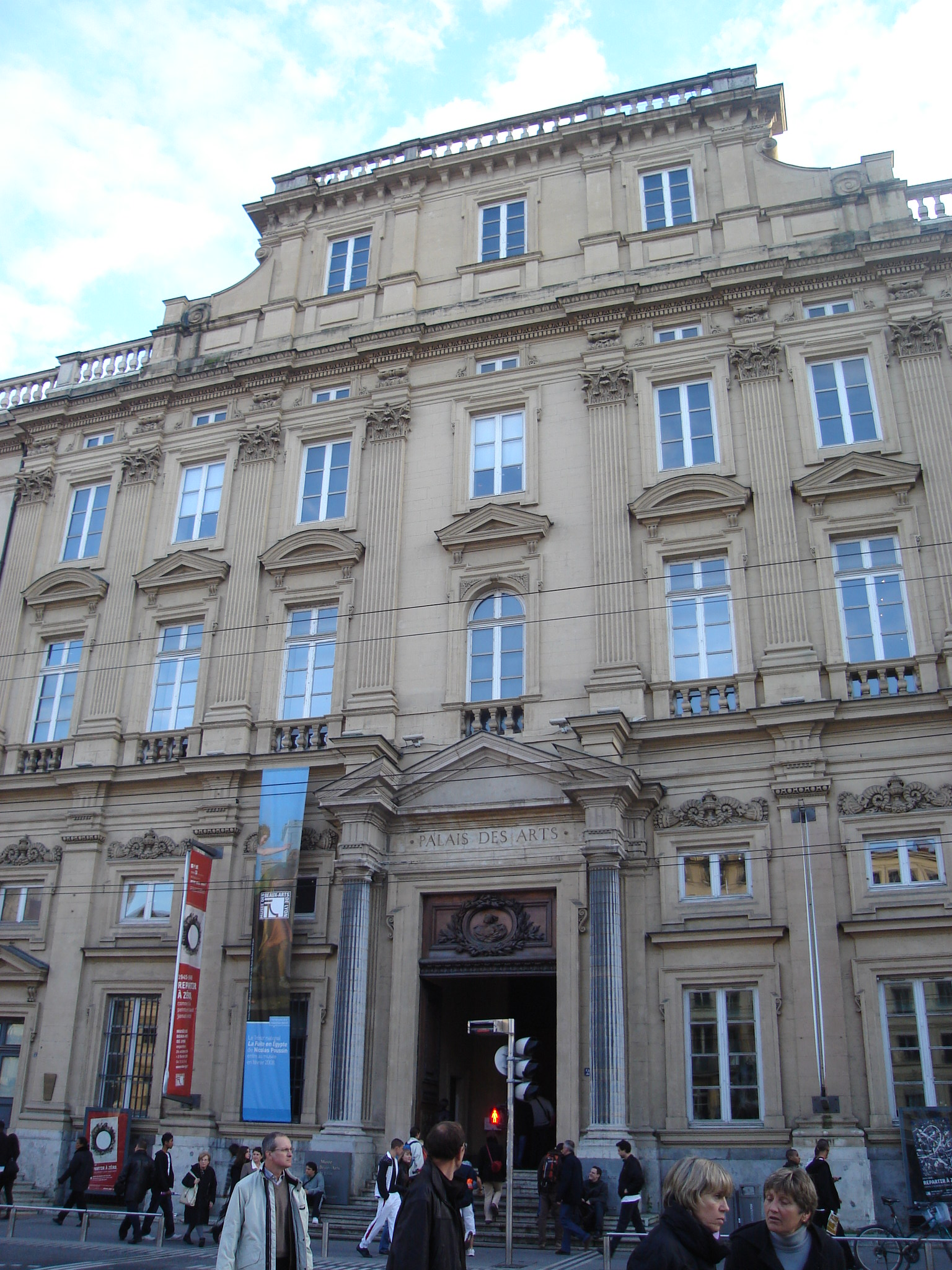

## Geschichte

### Die Ursprünge des Klosters Saint-Pierre-les-Nonnains
Das genaue Datum der Gründung der Abtei ist unbekannt. Die Suche danach ist kompliziert, da die ältesten Dokumente nicht verlässlich sind. Im 7. Jahrhundert hat der Bischof von Lyon, Ennemond, in seinem Testament berichtet, dass Aldebert Governeur von Lugdunum unter der Regentschaft von Septimius Severus zum Christentum konvertierte und das Kloster im Jahr 208 reich mit Land versah.
Immer noch laut dem Testament von Ennemond wurde das Kloster vom 4. bis zum 5. Jahrhundert bereits von Äbtissinnen regiert. Der Historiker Alfred Coville hat verlautbaren lassen, dass dieses Testament des Ennemond, in dem einige anachronistische Formulierungen eingestreut waren, war ein falsches Zeugnis aus dem Mittelalter, vermutlich, um die Rechte am Besitz des Klosters zu rechtfertigen. Nach einer kritischen Studie zu den historischen Quellen verortete Pierre Picot die ersten Bauten in die Zeit der Merowinger unter dem Bischof Sacerdos von Lyon und ordnet die Konstituierung der monastischen Gemeinschaft dem Bischof Ennemond (Annemundus) im 7. Jahrhundert zu. Joachim Wollasch hält diese Datierung für hypothetisch.
Kein historisches Dokument erlaubt es, genau zu sagen, wann die Regula Benedicti von den Nonnen angenommen wurde. Berger de Moydieu, Autor des 18. Jahrhunderts, ist der Ansicht, dass die Regel unter der Schwester von Ennemond zwischen 665 und 675 in Kraft tritt. Pierre Picot sieht diese Annahme erst später in der Zeit von Benoît d'Aniane (gestorben in 821) aktiver Verfechter dieser Regel. Joachim Wollasch teilt diese Meinung, indem er den Fall der Abtei Remiremont annähert. Hier nahmen die Nonnen die Regel unter Ludwig dem Frommen an.
Unter der Regentschaft von Karl dem Großen schrieb der Bischof von Lyon, Leidrade, diesem einen Brief und erwähnte das noch bestehende Gebäude. Er ließ die Abtei komplett umbauen. In der karolingischen Epoche war die Abtei eine der reichsten religiösen Einrichtungen in Lyon. Sie beherbergte 32 Nonnen als Leidrade seinen Brief an Karl den Großen schrieb. Er ist datiert zwischen 809 und 813.

### Das Kloster vom 12. bis zum 18. Jahrhundert

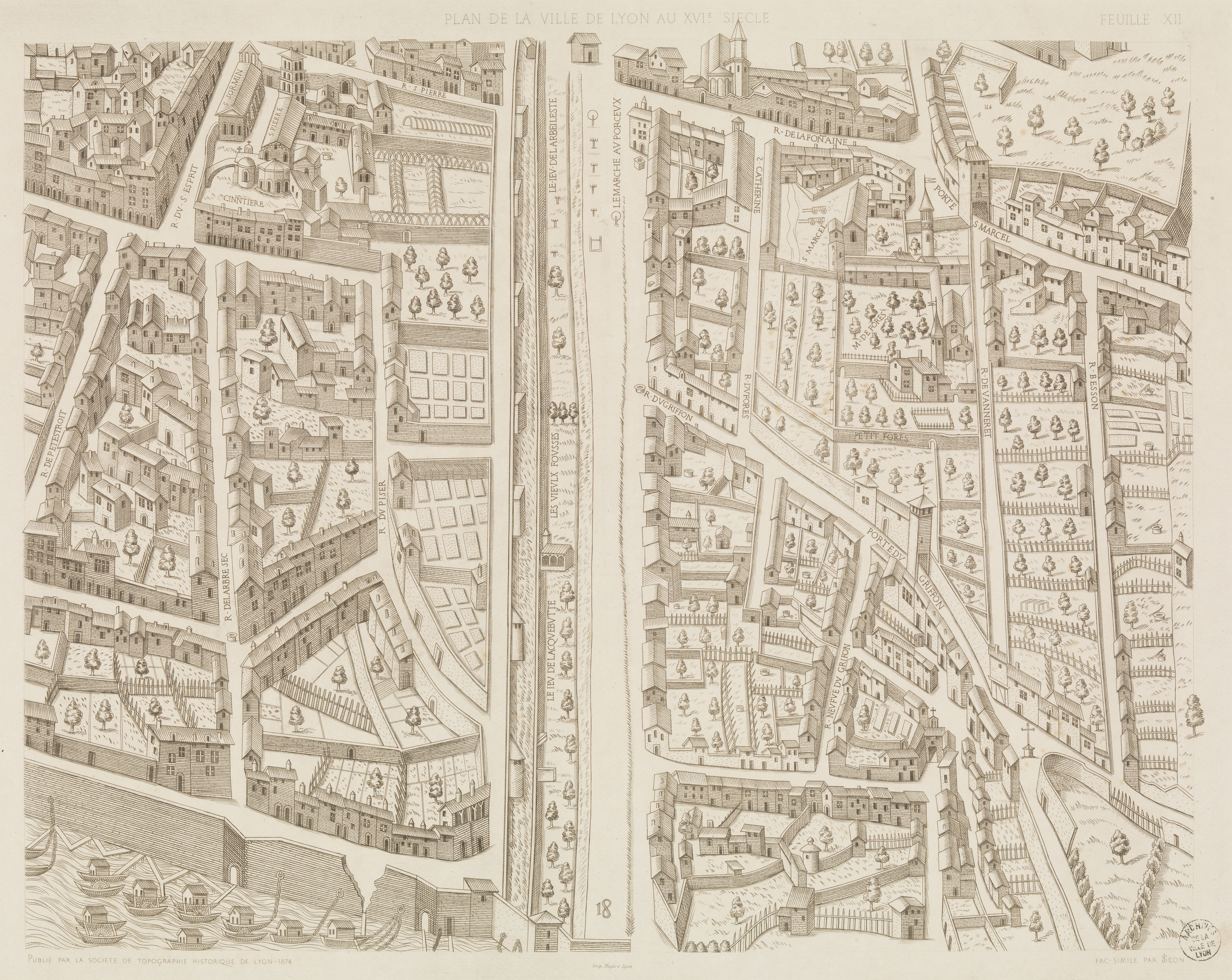
Plan der Stadt aus dem 16. Jahrhundert

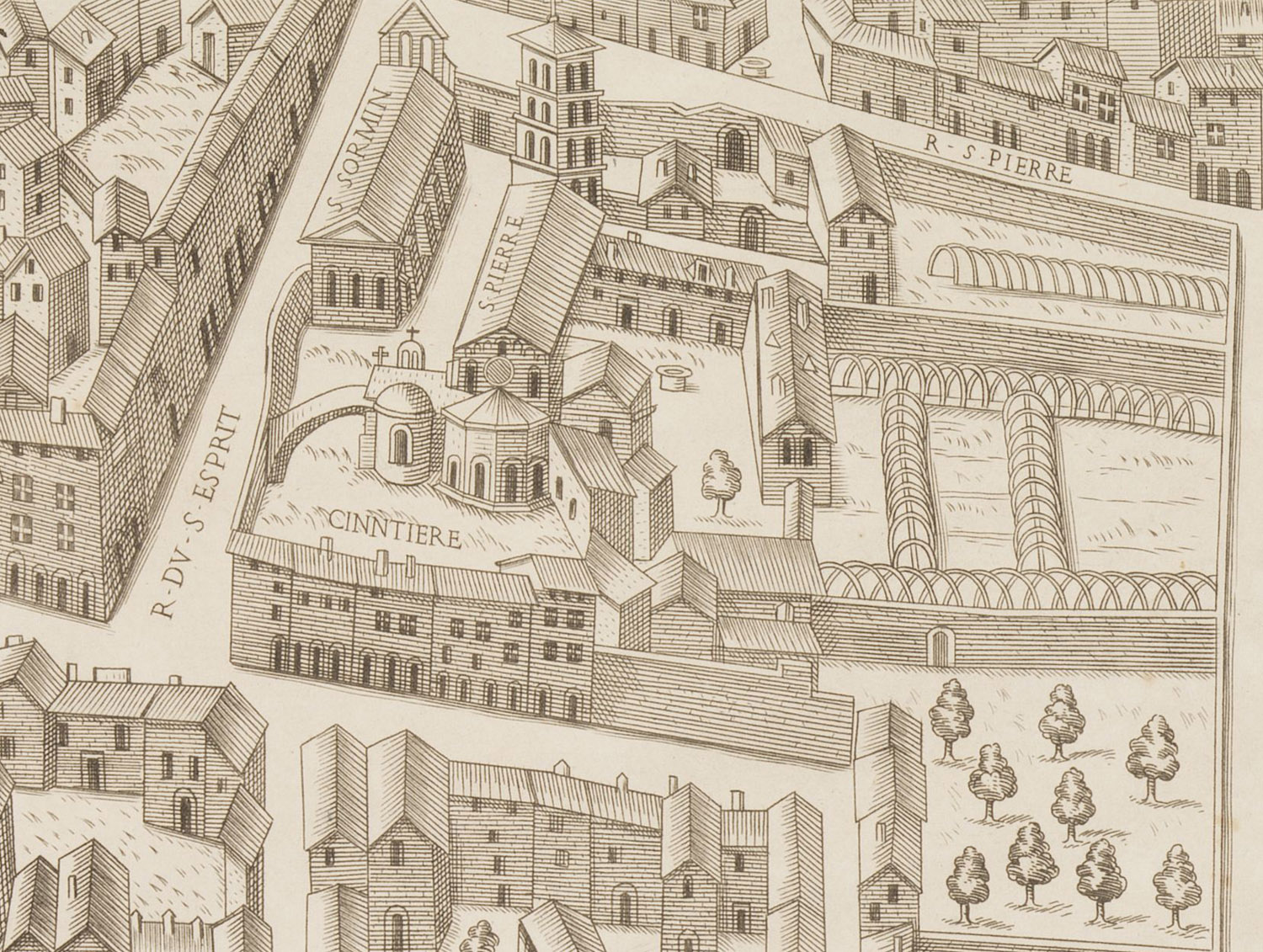
Detail zeigt das Kloster um1550, archives municipales de la ville de Lyon.

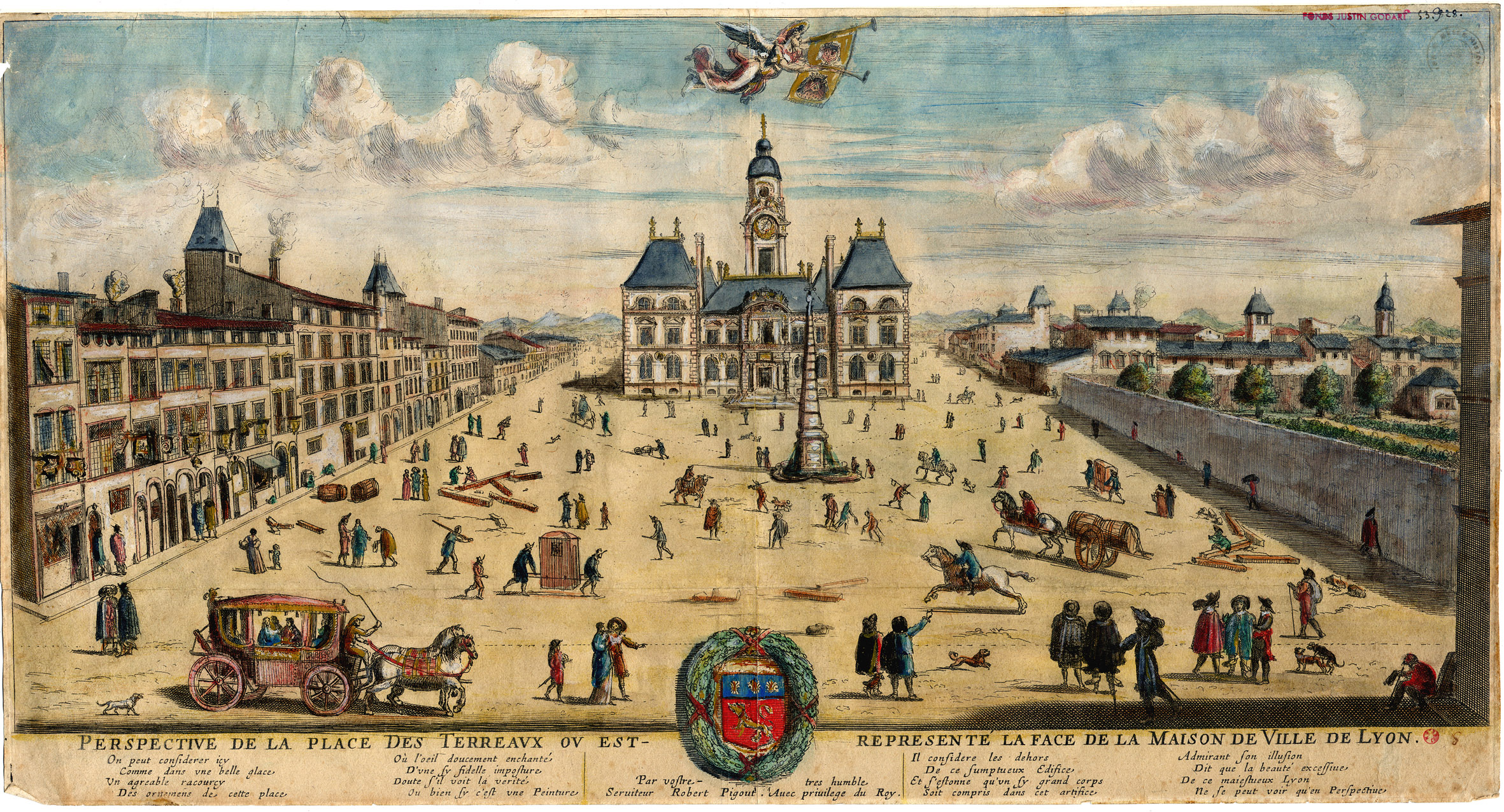
Robert Pigout, Ansicht der Place des Terreaux vor der Abtei, 1653

Im Mittelalter wird die Abtei in den offiziellen Texten Monasterium sancti Petri puellarum oder Ecclesia que dicitur sancti Petri puellarum genannt.
Seit der Gründung bestanden immer zwei Kirchen. Die Konventskirche hieß Saint-Pierre. Sie wurde im 12. Jahrhundert im romanischen Stil erbaut, ein Aussehen, das sie sich bis zum Umbau im 17. Jahrhundert bewahrt hatte. Direkt neben ihr befand sich eine andere, kleinere Kirche, die Kirche Saint-Saturnin (auch: Saint-Sornin). Diese Kirche war eine Pfarrkirche, deren Einkünfte die Nonnen erhielten.
Es handelte sich dabei um eine Abtei, die von Nonnen aus dem Hochadel geführt wurde. Um die Mitte des 14. Jahrhunderts mussten Novizinnen, um ins Kloster aufgenommen zu werden, mindestens vier Generationen väterlichen Adels nachweisen. Die Nonnen bilden eine Versammlung, das sogenannte Kapitel, in dem sie ihre eigene Äbtissin wählen, die dieses Amt auf Lebenszeit innehat. Diese wiederum muss nur dem Papst von der Wahl berichten und unterliegt nicht der Weisung des Bischofs von Lyon. Sie selbst trägt einen Bischofsstab nach Art der Bischöfe. Sie ist die Oberin des Klosters und verwaltet die zahlreichen materiellen Güter, die dazu gehören.
Im 16. Jahrhundert war die Regel weniger streng und es erfolgte eine Lockerung der Regeln des Gemeinschaftslebens: während dieser Zeit lebten die Schwestern oft außerhalb des Konvents in Privathäusern oder Villen mit Hof und Garten. Das Kapitel traf sich kaum mehr als einmal im Jahr. Bei einem königlichen Besuch in Lyon im Jahr 1503 erhielten Ludwig XII. und Königin Anna de Bretagne Beschwerden über das Fehlverhalten der Nonnen. Daraufhin wurde ihnen befohlen, zu einem Leben im Kloster zurückzukehren und die Regel des Heiligen Benedikt zu respektieren. Die Nonnen lehnten diese Reform ab, da sie sie als zu streng empfanden, rebellierten, unterstützt von ihren mächtigen Familien, und appellierten an den Papst, ihren Beschützer, ihre Rechte zu verteidigen. Als sie im Jahr 1516 ihre Unzufriedenheit direkt vor Königin Claude de France zum Ausdruck brachten, wurde von Erzbischof François II de Rohan entschieden, sie aus der Abtei zu vertreiben. Sie wurden ersetzt durch Mädchen aus weniger angesehenen Familien. Die Abtei blieb wohlhabend, verlor aber peu à peu ihre Privilegien und vor allem ihre Unabhängigkeit: in 1637 kamen sie unter die Autorität des Erzbischofs von Lyon. Die Nonnen verloren das Recht, ihre Äbtissin zu ernennen. Das Privileg hatte nun der König selbst.

### L'abbaye royale et la reconstruction du palais Saint-Pierre

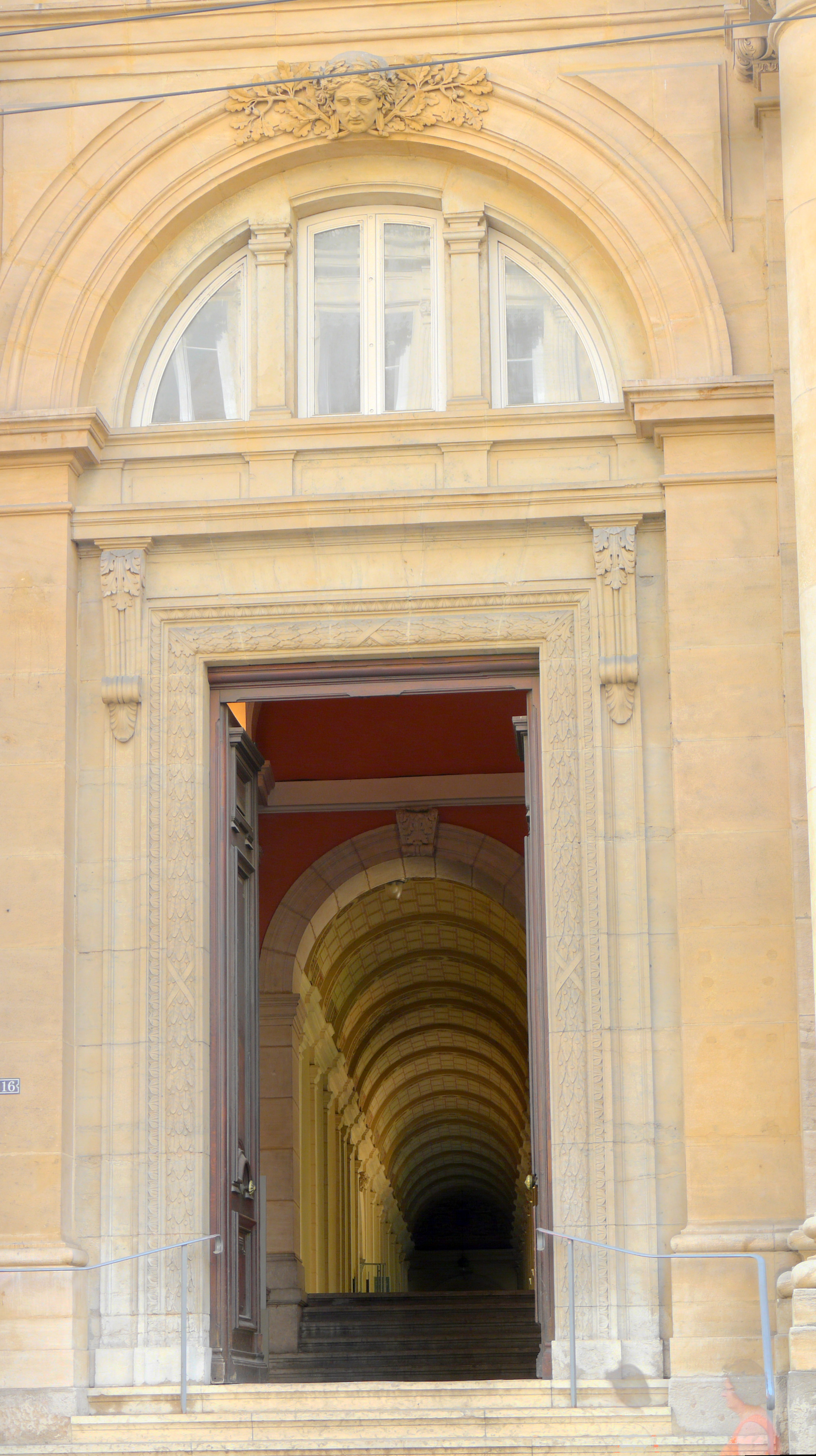
Eingang von der Rue du Président-Herriot.

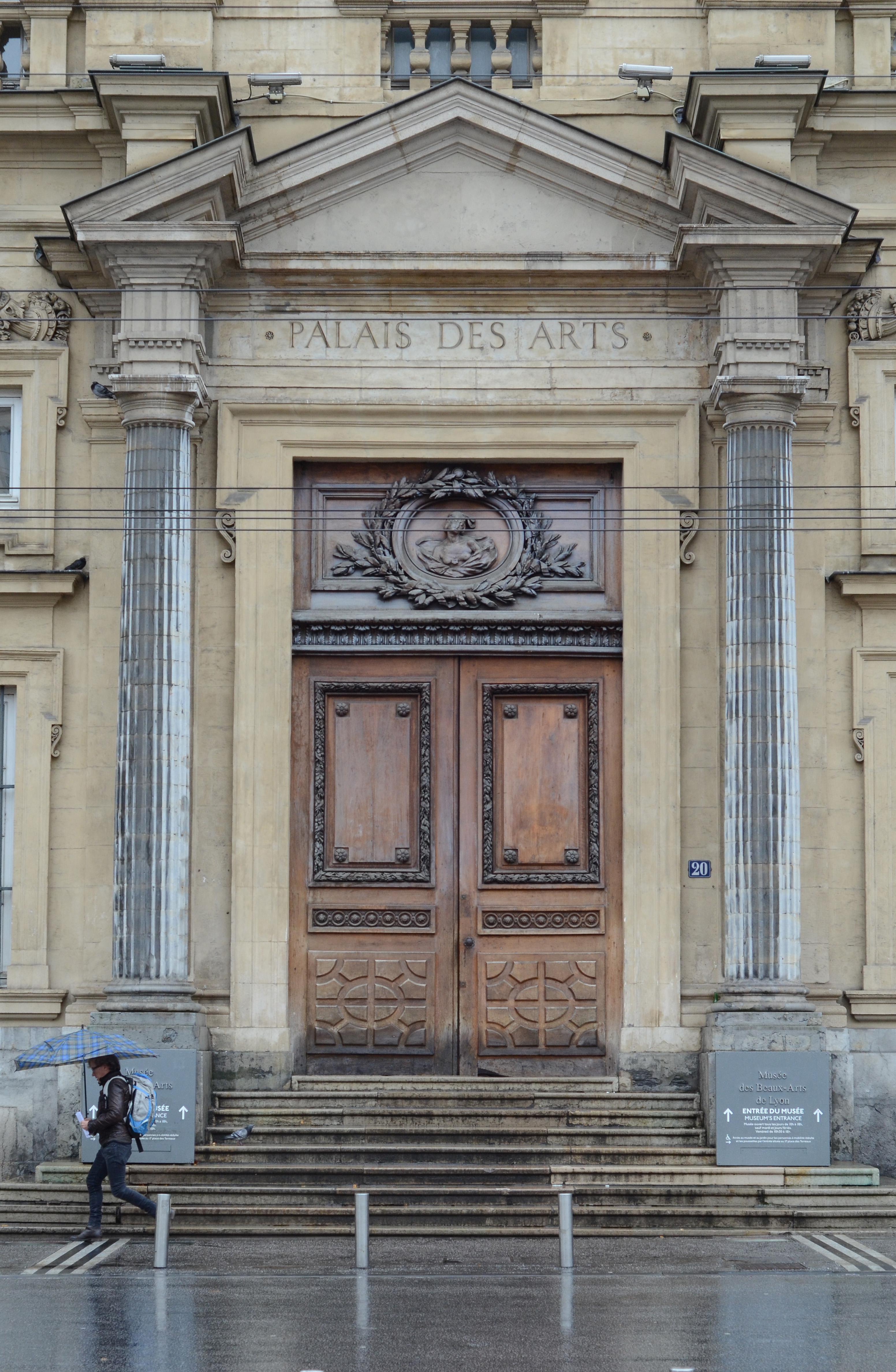
Eingang von der Place des Terreaux

Im 17. Jahrhundert bekam das Palais seine aktuelle Form. Von den ehemaligen Gebäuden des Konvents Saint-Pierre-les-Nonnais überlebten bis heute nur der romanische Portalvorbau der Konventskirche aus der Zeit des Wiederaufbaus im 12. Jahrhundert. Es war Anne de Chaulnes (um 1625–1672), Tochter des Honoré d'Albert, duc de Chaulnes (1581–1649) und Äbtissin von 1649 bis zu ihrem Tod, die im Jahr 1659 beschloss, die königliche Abtei von Saint-Pierre wieder aufzubauen. Sie wählte den Architekten François de Royers de La Valfenière aus Avignon für dieses Projekt. Dieser war zur Zeit der Umbauarbeiten bereits betagt (er starb 1667) und die Rekonstruktion des Palais war ein Spätwerk. Er entwarf die Fassadenansicht entlang des Place des Terreaux, genauso wie die zwei Seitenfassaden. Die Grundsteinlegung war am 16. März 1659. Jedoch zum Tod Anne de Chaulnes im Jahr 1672 mussten noch zwei Flügel gebaut werden und mit der Umsetzung des Dekors des Interieurs wurde noch nicht begonnen. Ihre Schwägerin Antoinette de Chaulnes (1633–1708), die ihr in der Abtei nachfolgte, beendete das Projekt. Die prächtige Innenausstattung ist heute beinahe gänzlich verloren. Ein Teil der Arbeiten wurde von dem Maler und Architekten Thomas Blanchet als erster Maler der Stadt ausgeführt. Er kam 1655 gerade aus Italien zurück und wurde für seine Monumentalmalerei sehr geschätzt. Er hatte gerade sein Talent an den Wänden des Rathauses unter Beweis gestellt, als Antoinette de Chaulnes ihn abberief. Von seinen Werken blieb bis heute nur die Ehrentreppe, deren ursprüngliche Beleuchtung durch fünf Fenster bei einer erfolgten Restaurierung wiederhergestellt wurde und das Refektorium mit seinem barocken Dekor. Hierfür arbeitere er mit dem Bildhauer Simon Guillaume und Nicolas Bidault zusammen. Marc Chabry schuf die Wappen und der Maler Louis Cretey malte zwei große Bilder für die Stirnseiten. Das Palais und sein Dekor blieb unverändert bis zur Revolution.

### Säkularisation
Die Französische Revolution veränderte die Funktion des Gebäudes und läutete den Untergang der Abtei nach mehr als 1000-jährigen Bestehen ein. Die 31 übrigen Nonnen wurden 1790 in Folge des Dekrets des 4. und 6. Augusts 1792 vertrieben. Das Palais entging nur knapp seiner Zerstörung. Obwohl der größte Teil der Inneneinrichtung verschwand und die Kirche Saint Saturnin zerstört wurde, als man 1793 eine Kaserne eingerichtet hatte, blieb das Gebäude von stadtplanerischen Erwägungen der Revolutionäre verschont. Eines sah vor das Gebäude in der Mitte zu öffnen.
Am 1. Juni 1801 zog die Börse in die ehemalige Abtei. Am 1. September 1801 entstand durch den Erlass Chaptal ein Kunstmuseum in Lyon. Am 20. Juli 1820 wurde das Museum in der ehemaligen Abtei untergebracht. Am 25. Juni 1802 wurde das Palais Saint-Pierre verschiedenen öffentlichen und Bildungszwecken zugeordnet.
Der erste Museumsraum öffnete 1803 für die Öffentlichkeit in der ersten Etage des südlichen Flügels im Heizungsraum der Abtei.
Im Jahr 1835 besetzte die Fakultät der Naturwissenschaften einen Teil der Abtei und wurde 1838 durch die geisteswissenschaftliche Fakultät ergänzt.
In 1860 verließen die Börse und die Handelskammer die ehemalige Abtei und bekamen ein eigenes Gebäude.

## Architektur
Das Palais Saint-Pierre in seiner Gesamtheit ist seit dem 28. Mai 1927 denkmalgeschützt. Die Fassaden und das Dach ist seit dem 8. August 1938 denkmalgeschützt.

### Klosterkirche
Die Kirche Saint-Pierre wurde im 7. Jahrhundert gegründet. Sie wurde im Breve von Leidrade am Anfang des 9. Jahrhunderts genannt. Sie wurde demnach von dem heiligen Annemond oder Ennemmond (Annemundus) errichtet und besaß einige Reliquien.
Sie wurde im 12. Jahrhundert rekonstruiert. In dieser Zeit bestand die Kirche aus einem einzigen Schiff, das von einer fünfgliedrigen Apsis abgeschlossen wurde. Die Arme des Querschiffs wurden von seitlichen Kapellen im Norden für die heilige Marguerite und im Süden für den heiligen Benoît geprägt.
Von der romanischen Kirche bestehen die Fenster fort. Sie wurden in einer inneren Passage und der Portalvorbau in der Rue Paul-Chenavard wiedergefunden. Im 14.  Jahrhundert wurden seitliche Kapellen hinzugefügt, die die heutige Form bilden. Ein Teil der Kirche wurde in 1562 während der Religionskriege von den Protestanten unter dem Befehl des Baron des Adrets zerstört.
Im Jahr 1742 erweiterte der Architekt Antoine Degérando den Chor und erbaute den Glockenturm.
Im Jahr 1807 wurde Saint-Pierre zur Pfarrkirche. 100 Jahre später, in 1907, wurde sie stillgelegt dem Gesetz der Trennung von Kirche und Staat folgend. Sie wurde dem Musée des Beaux-Arts zugewiesen. Ein Teil der Skulpturensammlung wird dort gezeigt.
Die Vorhalle, die zwei Türen und die Fassade stehen unter Denkmalschutz seit dem 16. Februar 1921.
Es bestand eine zweite Kirche, die dem Heiligen Saturnin geweiht war und gemeinhin Saint-Sorlin genannt wurde. Sie erstreckte sich südlich von Saint-Pierre nd wurde von der Gemeinde für Taufen und Hochzeiten genutzt. Sie war mit einem Turmvorbau ausgestattet. Das Gebäude wurde 1793 verkauft und zerstört.

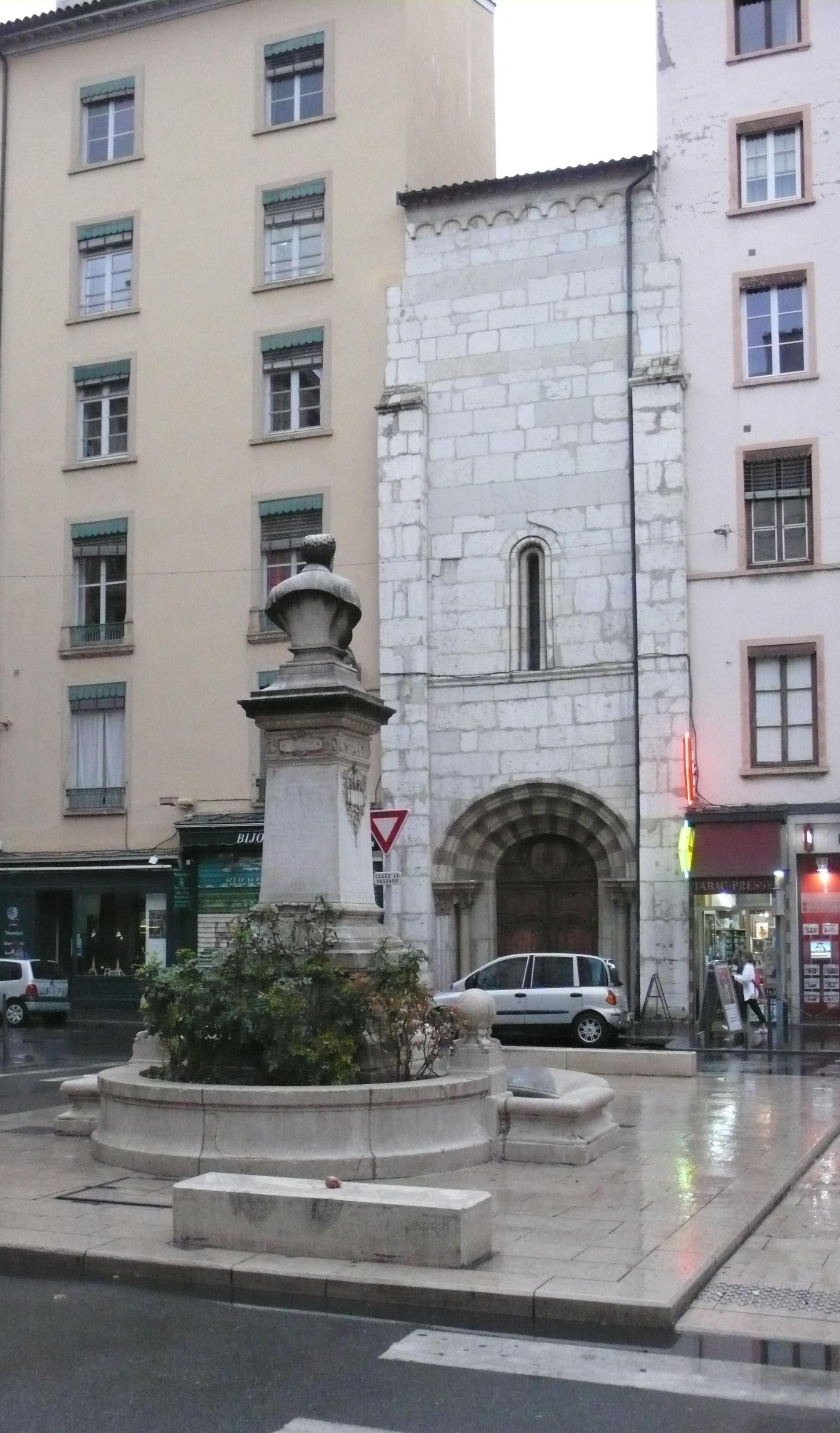
Fassade von der Rue Paul Chenavard.
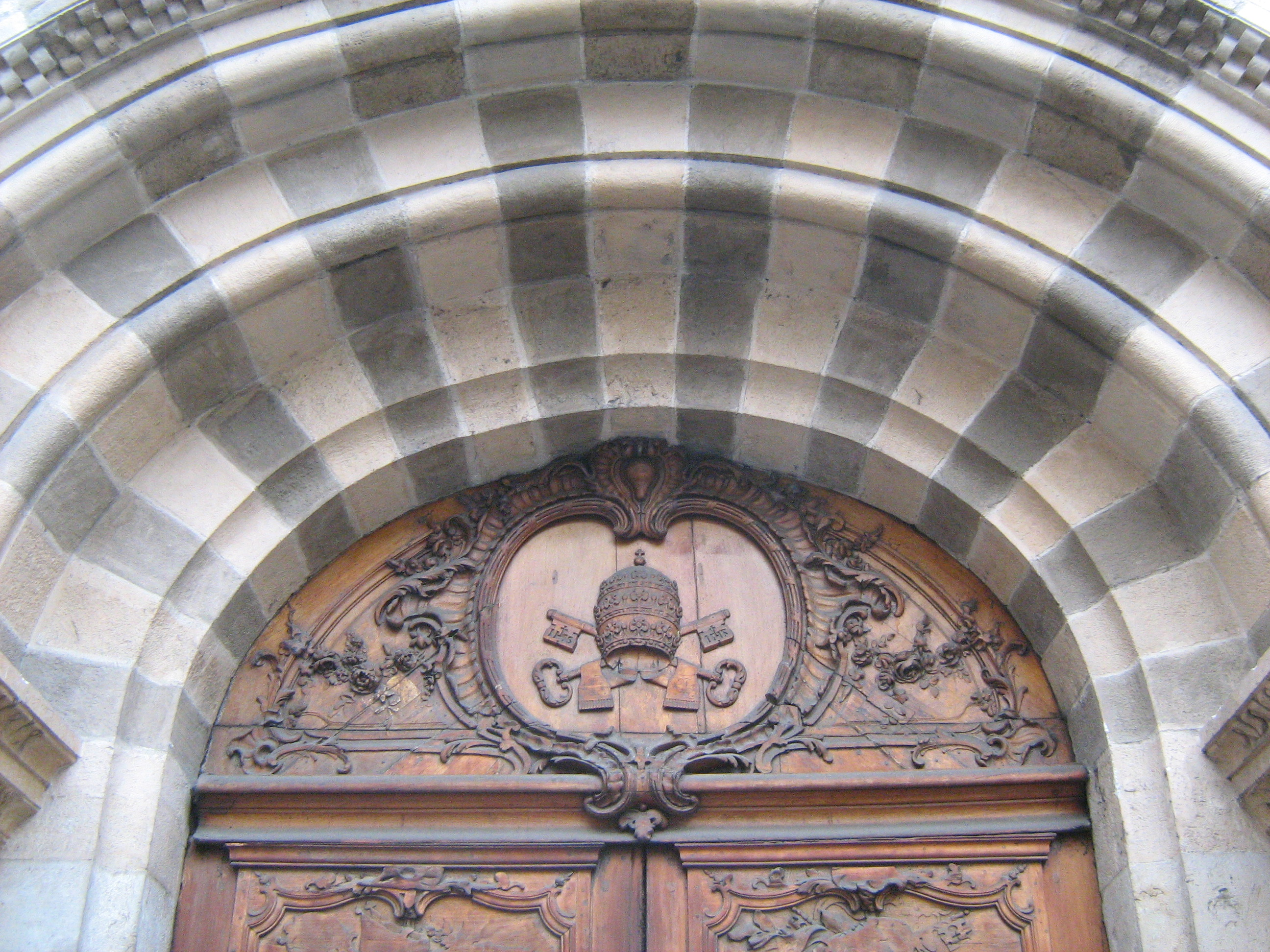
Detail des Portals
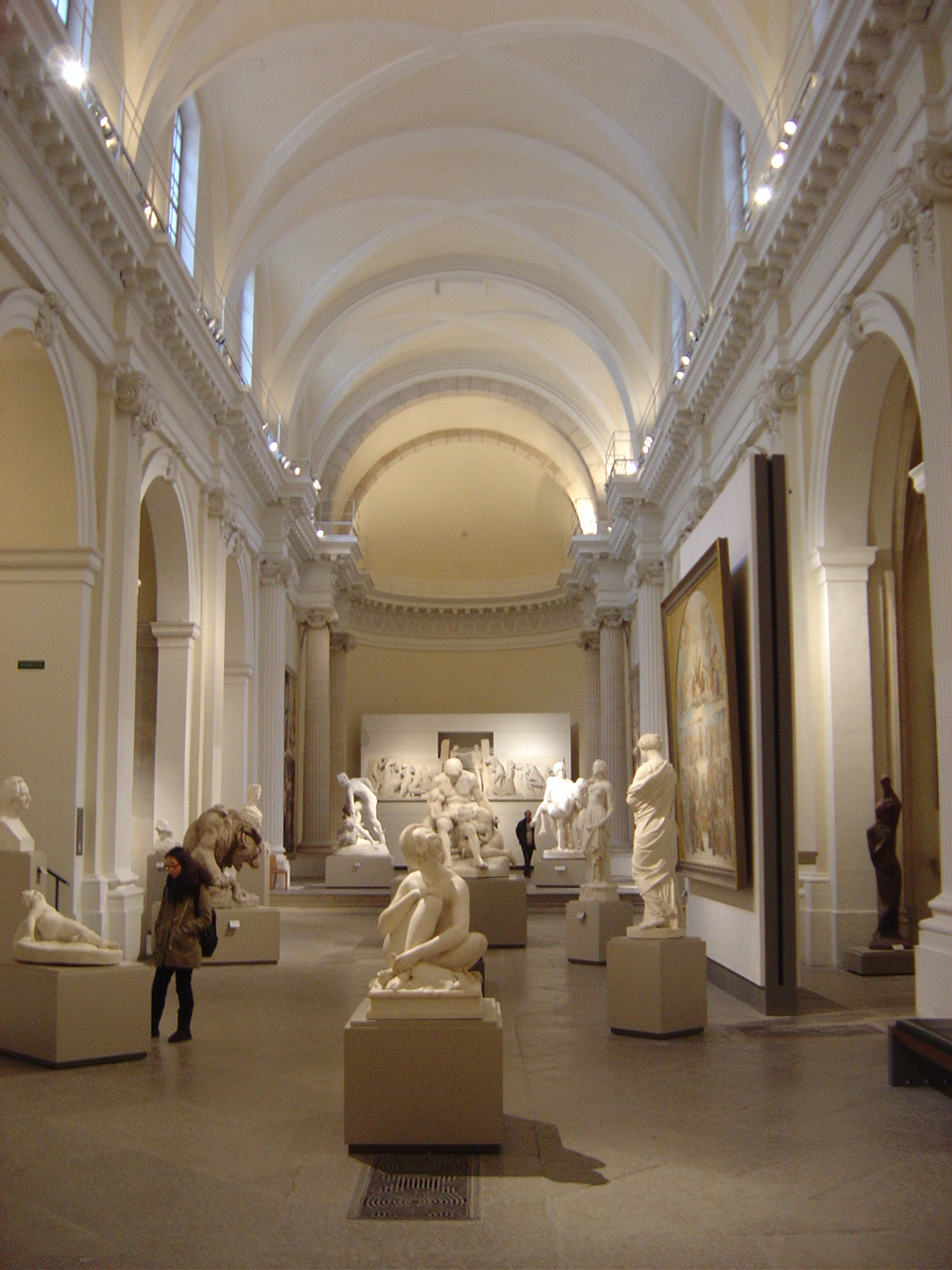
Ehemaliges Kirchenschiff
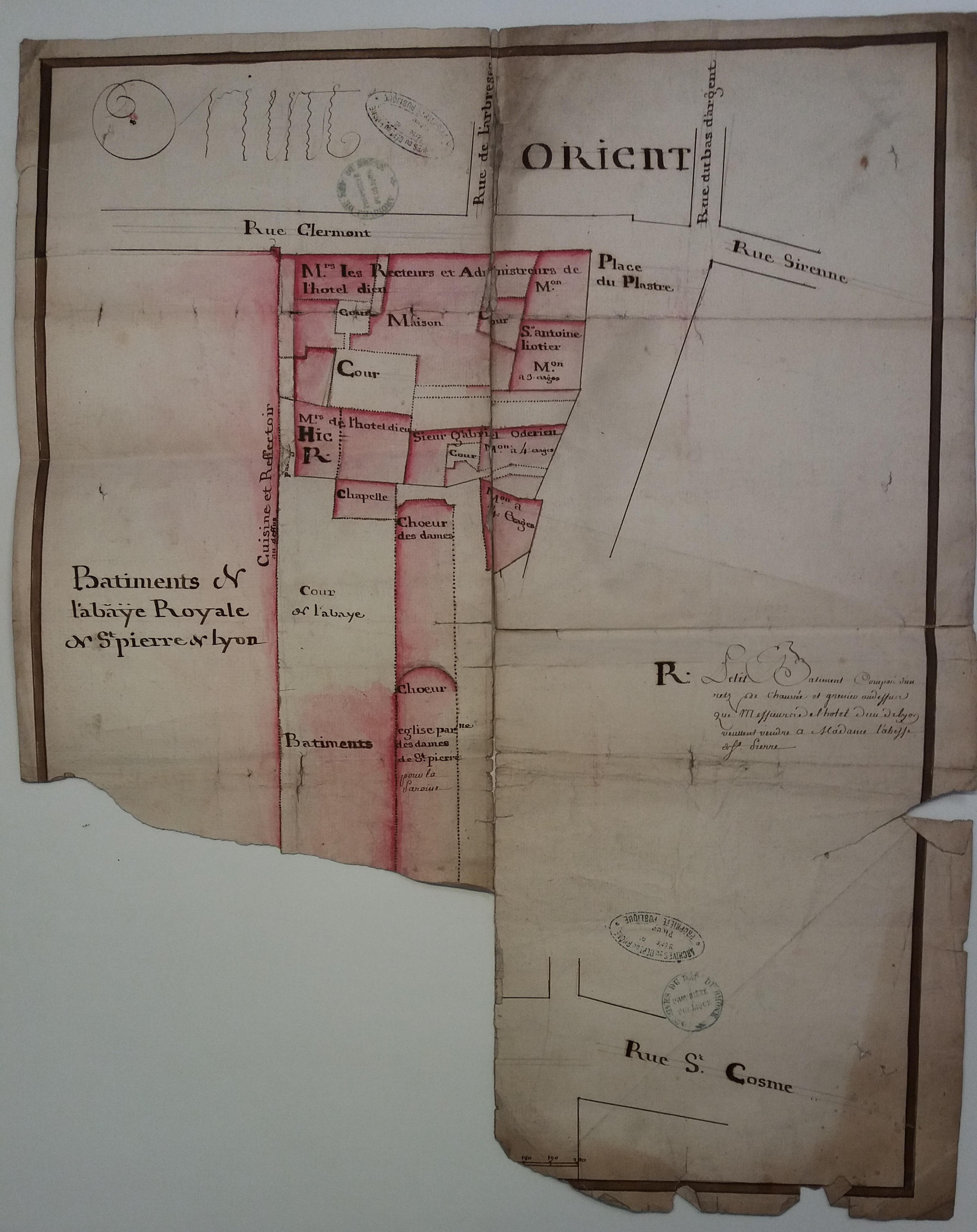
Plan der Kirche aus dem 18. Jahrhundert.

### Konventsgebäude

#### Refektorium

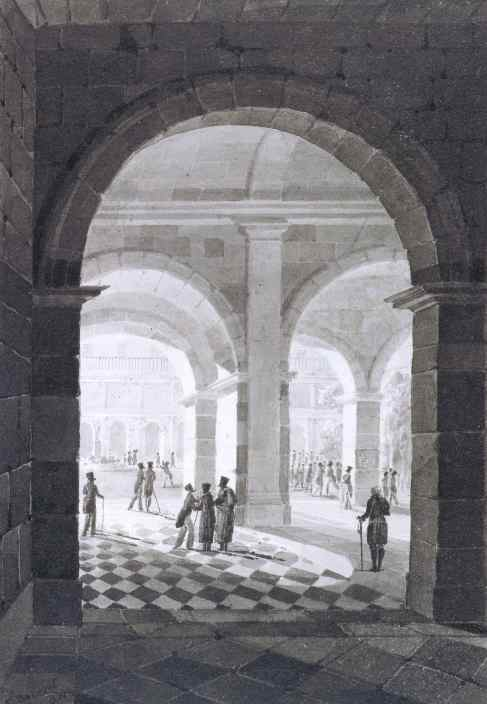
Eingang in das Kloster von Ferdinand Bourjot, um 1820, Feder- und Tuschezeichnung auf Papier, 20 × 13,5 cm.

Das barocke Refektorium wurde ab 1684 nach Plänen von Thomas Blanchet ausgeführt. Die Ikonographie wurde von ihm erdacht, nachdem er die große Ehrentreppe realisiert hatte. Heute dient das Refektorium dem Empfang von Gruppen. Wegen seiner Fülle an Dekor ist es heute noch eines der zentralen Zeugnisse der barocken Kunst in Lyon und auch der Prachtentfaltung der Abbaye royale des Dames de Saint-Pierre im 17. Jahrhundert. Erstaunlicherweise hat es die revolutionären Zerstörungen überlebt und so konstituieren heute religiöse Sujets das Dekor des Museums. Das Refektorium ist durch zwei monumentale Malereien geschmückt, die sich an den beiden Stirnseiten gegenüberstehen. Das Thema des Raumes ist die Speise gemäß der ursprünglichen Bestimmung des Raums. Es handelt sich hierbei in den Lunetten um die wundersame Brotvermehrung und das Abendmahl. In den Rundfeldern der Decke sind Mariä Himmelfahrt, Christi Himmelfahrt und der Prophet Elija von Louis Cretey dargestellt. Der Rest des Dekors besteht aus Skulpturen, die von Nicolas Bidault (1622–1692) und Simon Guillaume, Urheber der 14 Figuren, hergestellt wurden. Marc Chabry hat die Wappen hergestellt. Die Wappen der Äbtissinnen Anne und Antoinette de Chaulnes befinden sich am Giebel der östlichen Eingangstür. Das Wappen des Königs von Frankreich befindet sich am zweiten Gurtbogen.
Skulpturen von Simon Guillaume, nach Zeichnungen von Thomas Blanchet
- 1687-1689 – Die Mäßigung - Die Buße –  Heilige Barbara – Heiliger Ennemond –  Heilige Margarethe  – Heiliger Peter verleugnet Christus  – Heiliger Johannes auf Patmos  – Die Geburt Christi  – Heiliger Benedikt in der Grotte - Die Taufe Christi – Heilige Katharina – Heiliger Antonius – Die Keuschheit – Die Nächstenliebe

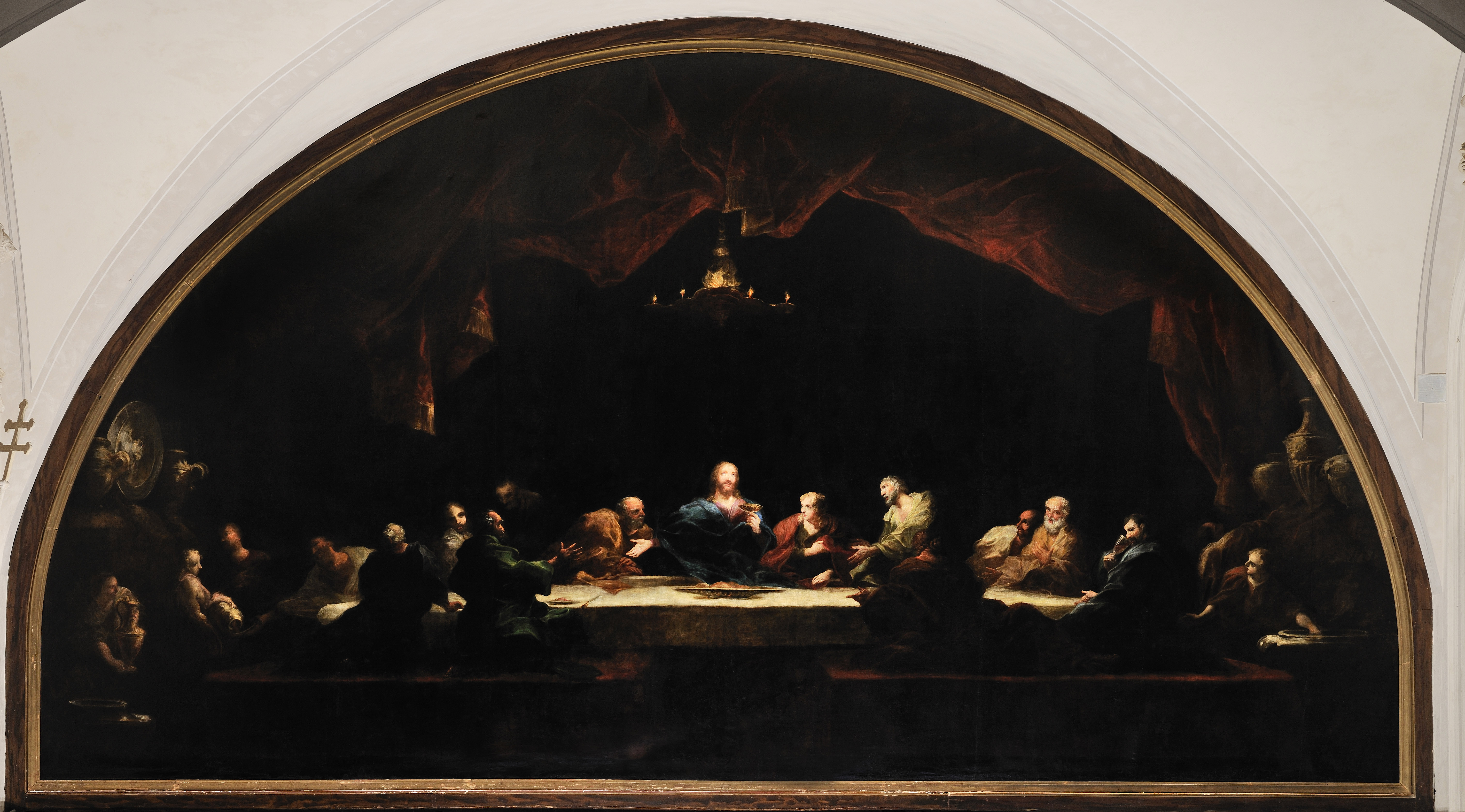
Das letzte Abendmahl
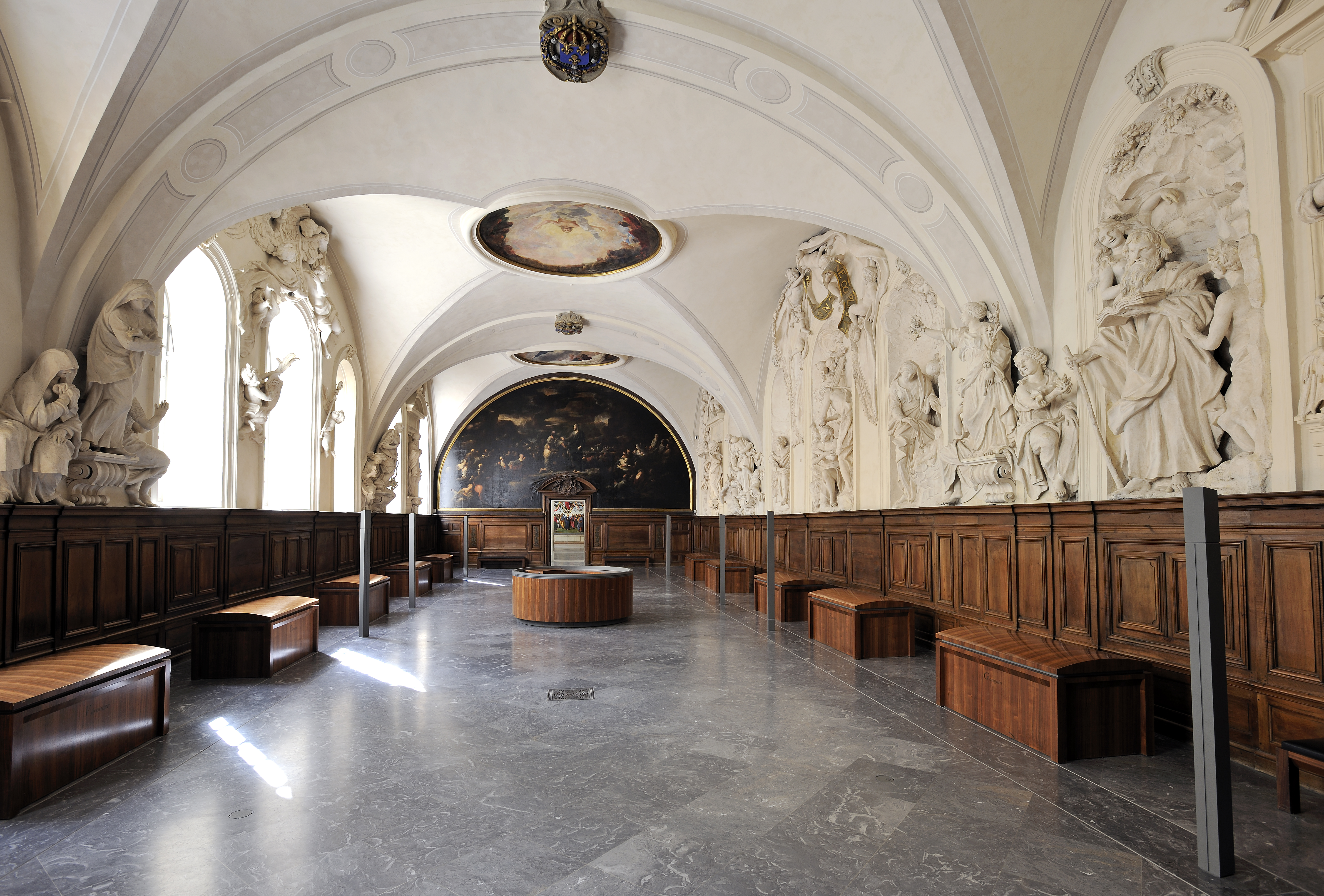
Blick ins Refektorium von der Seite der Brotvermehrung
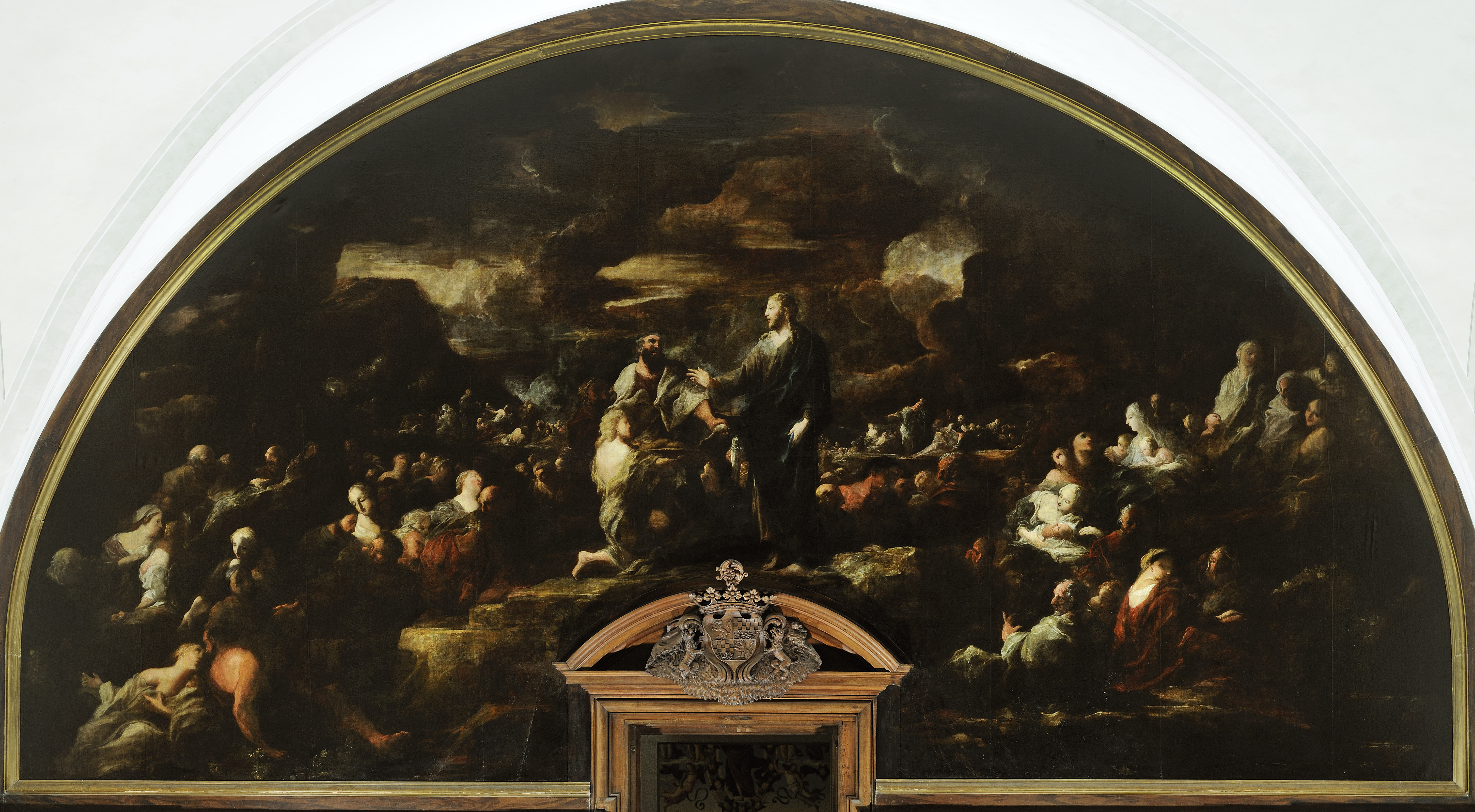
Die Brotvermehrung
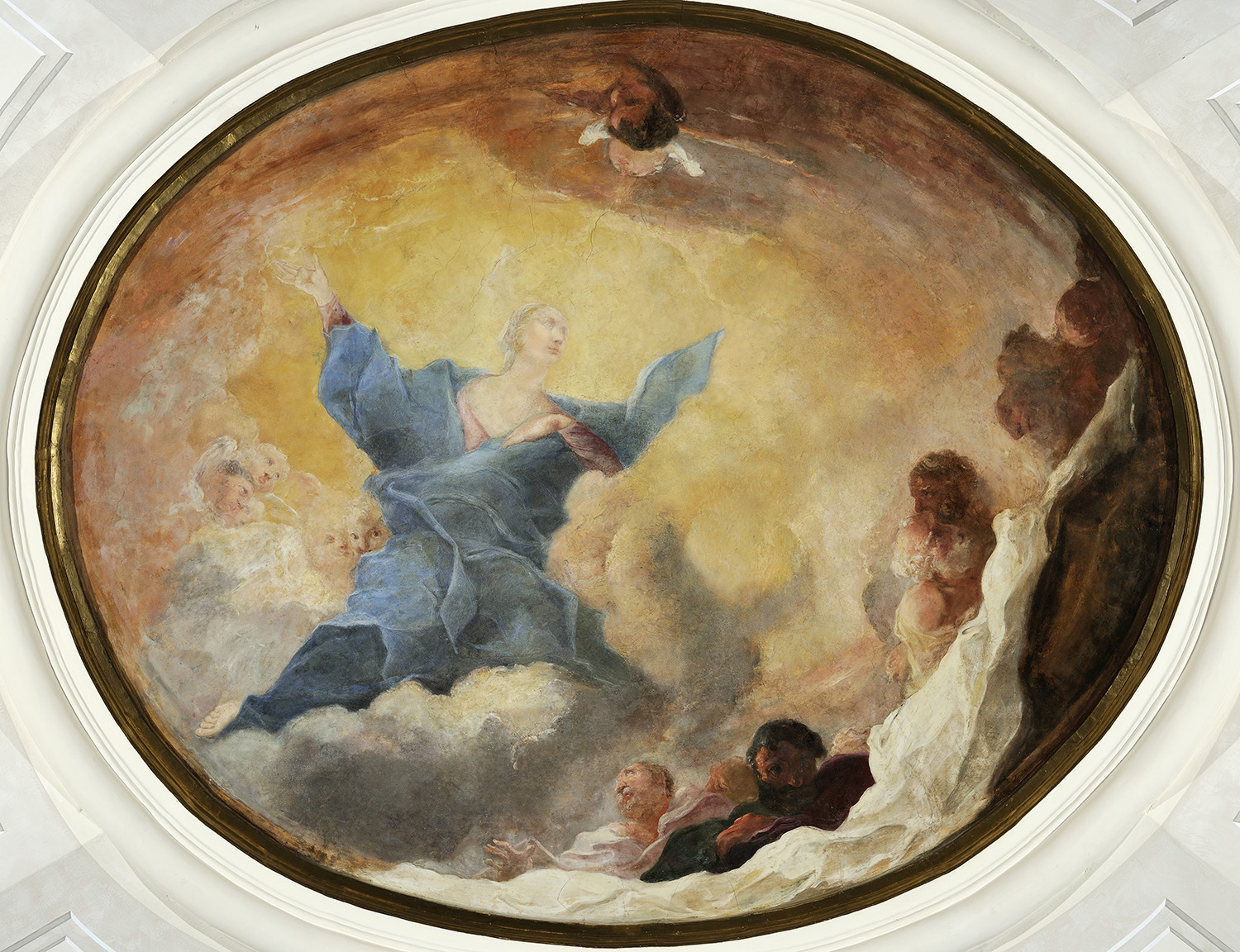
Maria Himmelfahrt
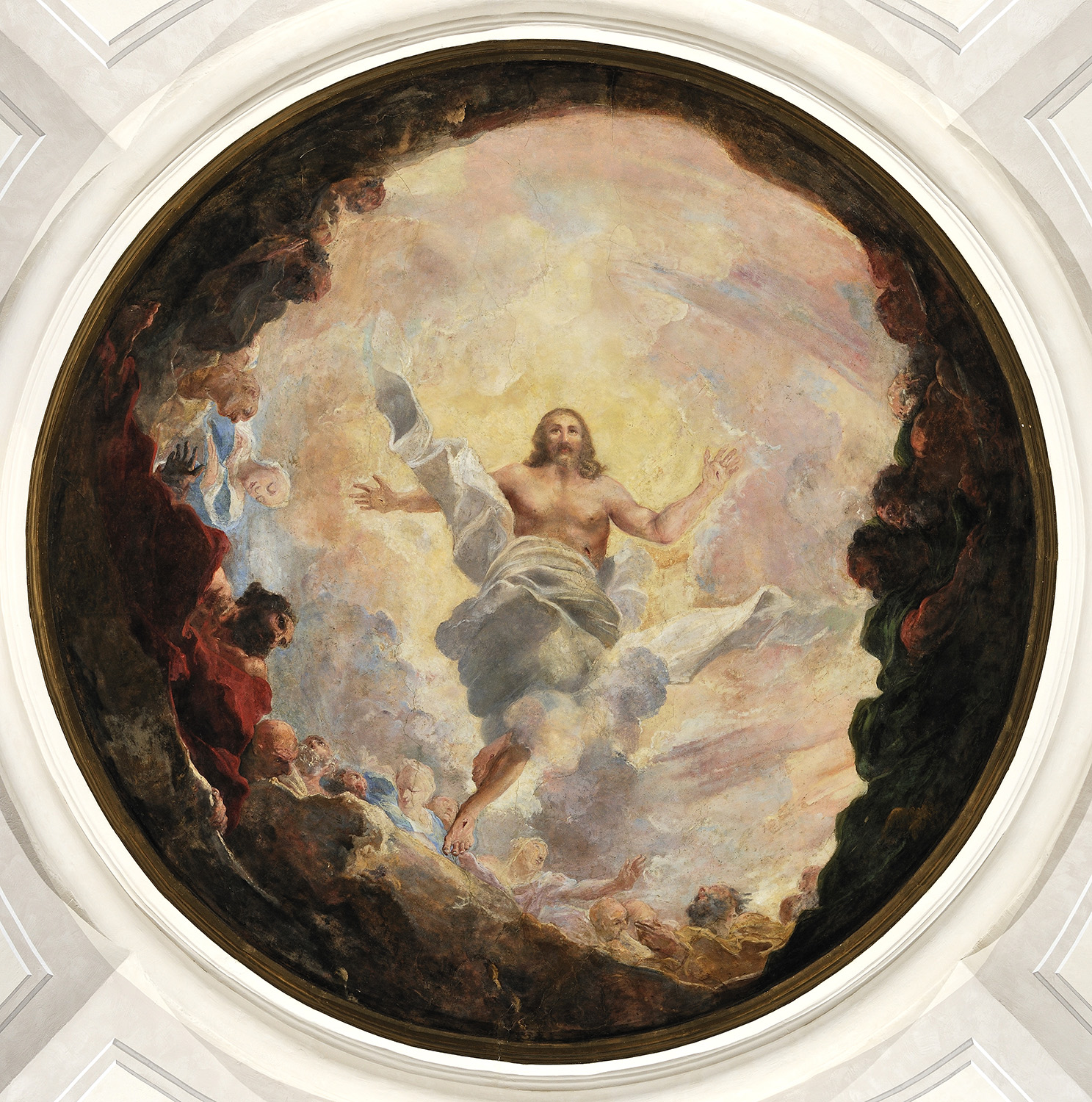
Christi Himmelfahrt
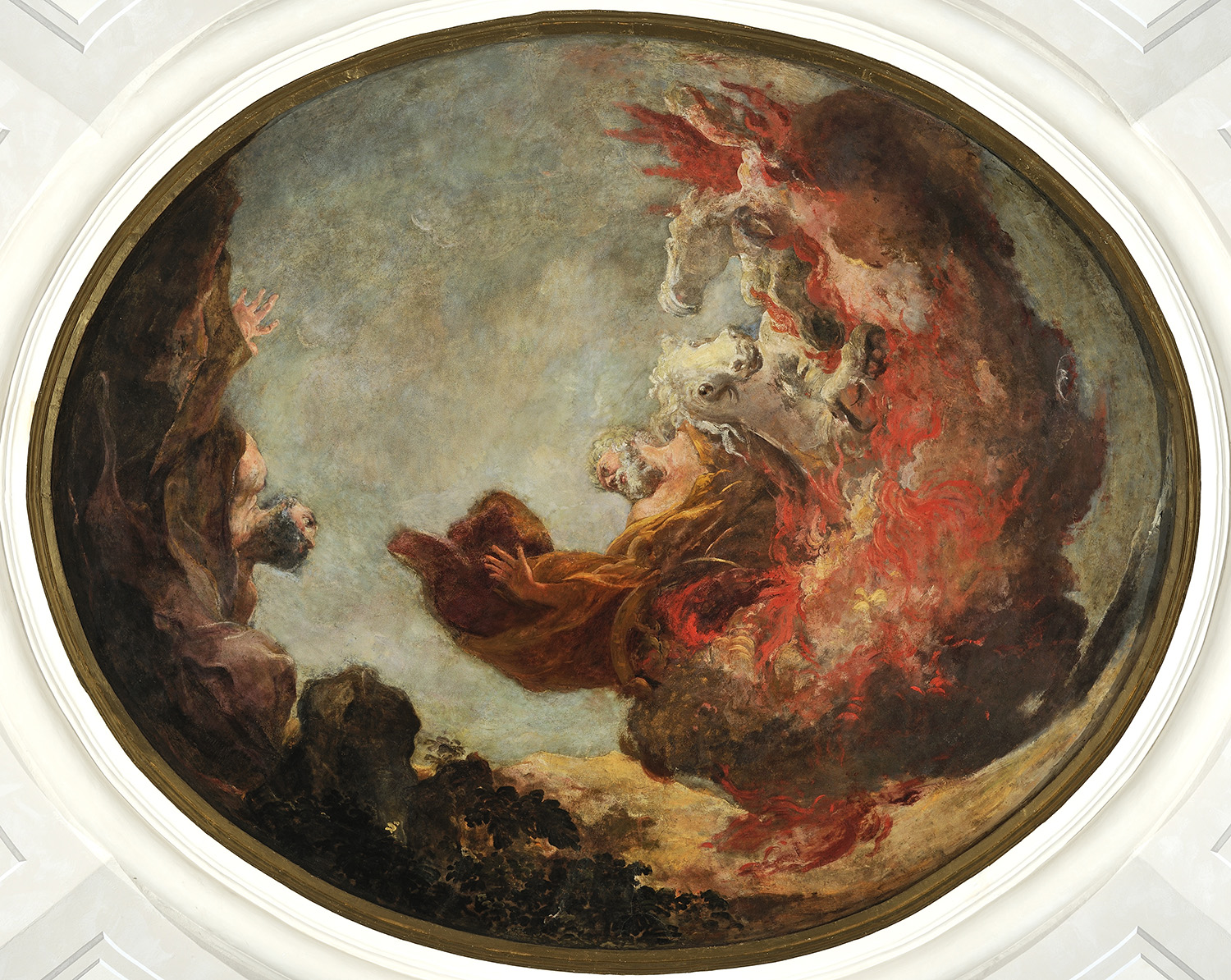
Der Prophet

### Kloster
Die Architektur des Klosters wurde im 19. Jahrhundert großflächig von den Architekten René Dardel und Abraham Hirsch verändert. Aus dieser Zeit stammen die Wandmalereien unter den Arkaden. Der Brunnen mit dem runden Bassin im Zentrum des Gartens besteht aus einem antiken Sarkophag mit einer Statue des Apollon. Mehrere Skulpturen von Künstlern des 19. Jahrhunderts wurden unter anderem im Garten untergebracht. Die Gartenparterre sind von Abraham Hirsch nach den Originalplänen des 17. Jahrhunderts angelegt. Sie sind das ganze Jahr von 8h30 18h30 zugänglich.